# Lista över offentlig konst i Karlskoga kommun
Det här är en lista över offentlig konst i Karlskoga kommun. Listan är en ofullständig förteckning över främst utomhusplacerad offentlig konst i Karlskoga kommun.

## Utplacerade konstverk
| Titel                       | Konstnär(er)                       | Årtal | Beskrivning                                     | Typ - material                                    | Stadsdel/ort | Plats Koordinater                                                                 | Bild                 |
| --------------------------- | ---------------------------------- | ----- | ----------------------------------------------- | ------------------------------------------------- | ------------ | --------------------------------------------------------------------------------- | -------------------- |
| Glädje                      | Richard Brixel                     | 1996  |                                                 | Skulptur - Brons                                  |              | Alfred Nobels Torg koordinater saknas                                             | Fler bilder          |
| Morgon                      | Oscar Antonsson                    | 1940  |                                                 | Skulptur - Brons                                  |              | Alfred Nobels Torg koordinater saknas                                             | Morgon               |
| Staket                      | Okänd                              | 1996  |                                                 |                                                   |              | Alfred Nobels Torg koordinater saknas                                             |                      |
| Hnefatafl                   | Stig Jedselius Stefan Ryden        | 2011  |                                                 |                                                   |              | Kyrkstigen koordinater saknas                                                     |                      |
| Alfred Nobel                | Christian Eriksson                 | 1978  |                                                 | Byst - Brons                                      |              | Tingshusparken koordinater saknas                                                 | Alfred Nobel         |
| Tingshuset Karlshall        | Henry Morin                        | 2001  |                                                 |                                                   |              | Tingshusparken koordinater saknas                                                 | Tingshuset Karlshall |
| Järnarbetaren               | John Lundkvist                     | 1946  |                                                 | Skulptur - Brons                                  |              | Tingshusparken koordinater saknas                                                 | Järnarbetaren        |
| Boforsmonumentet            | John Lundkvist                     | 1946  |                                                 | Relief - Brons                                    |              | Tingshusparken koordinater saknas                                                 | Fler bilder          |
| Konsthallen entré           | John Lundkvist                     | 1949  |                                                 | Dörrsmide                                         |              | Tingshusparken koordinater saknas                                                 | Konsthallen entré    |
| Relief om platsens historia | John Lundkvist                     | 1949  |                                                 | Relief                                            |              | Tingshusparken koordinater saknas                                                 |                      |
| Rådjur                      | Arvid Knöppel                      | 1954  |                                                 | Skulptur - Brons                                  |              | Tingshusparken koordinater saknas                                                 | Rådjur               |
| Karl IX Minnessten          | Okänd                              | 1911  |                                                 |                                                   |              | Tingshusparken koordinater saknas                                                 | Karl IX Minnessten   |
| Fontän                      | Okänd                              | 1974  |                                                 |                                                   |              | Kyrkstigen koordinater saknas                                                     |                      |
| Familj                      | Ann Dakovic                        | 2008  |                                                 | Corténplåt                                        |              | Centrumleden koordinater saknas                                                   |                      |
| Eva                         | Carl Eldh                          | 1957  |                                                 | Skulptur - Brons                                  |              | Bregårdsskolan, Karlavägen 10 koordinater saknas                                  |                      |
| Agneta Andersson            | Unni Brekke                        | 2009  | Staty föreställande Agneta Andersson i en kanot | Staty - Brons                                     |              | Näset koordinater saknas                                                          |                      |
| Rondo                       | Lennart Kindgren                   | 1970  |                                                 | Fontän - Plåt                                     |              | Torpdalens servicehus, Skolgatan 20 koordinater saknas                            |                      |
| Solvända                    | Lennart Kindgren                   | 1974  |                                                 | Koppar och emalj                                  |              | Kulturskolan Pärlgatan 9 koordinater saknas                                       |                      |
| Muren                       | Lars-Uno Ericsson                  | 1988  |                                                 | Relief - Trä                                      |              | Järnvägsgatan 6 koordinater saknas                                                |                      |
| Terassräcke mot E 18        | Bror Marklund                      | 1953  |                                                 | Gjutgärn                                          |              | Nya Folkets Hus, Centralplan koordinater saknas                                   | Fler bilder          |
| Terassräcke                 | Bror Marklund                      | 1953  |                                                 | Gjutgärn                                          |              | Nya Folkets Hus, Centralplan koordinater saknas                                   | Fler bilder          |
| Allegorisk komposition      | Bror Marklund                      | 1953  |                                                 | Ristning - Tegel                                  |              | Gavelvägg, Nya Folkets Hus, Centralplan koordinater saknas                        |                      |
| Vågspel                     | Calevi Tenhovaara                  | 1984  |                                                 | Relief - Rostfritt stål och aluminium             |              | Värmlandsvägen 6 koordinater saknas                                               |                      |
| Da capo                     | Göran Persson                      | 1999  |                                                 | Plåt                                              |              | Rondellen Värmlandsvägen-Nickkällgatan koordinater saknas                         | Da capo              |
| Lärlingen                   | Okänd                              |       |                                                 |                                                   |              | Gustavsgatan 11 koordinater saknas                                                |                      |
| Cirkelsegment               | Göran Danielsson                   | 1974  |                                                 | Polykroma plastbågar                              |              | Karlskoga Lasarett koordinater saknas                                             | Fler bilder          |
| Förväntan                   | Gustav Kjellberg                   | 1976  |                                                 | Smide                                             |              | Rektor Lindholms väg koordinater saknas                                           |                      |
| Clematisbåge                | Lennart Eisenhart Annika Eisenhart | 2005  |                                                 | Relief - Keramik                                  |              | Ovanför entrén, Skratahöjdsvägen 54 koordinater saknas                            |                      |
| Vevaxlar                    | Okänd                              | 1997  |                                                 | Rondellutsmyckning - Vevaxlar till volvolastbilar |              | Baggängsvägen-Skrantahöjdsvägen koordinater saknas                                |                      |
| Boda Borg                   | Göran Persson                      | 1998  |                                                 | Väggmålningar, samt siluetter - Trä               |              | Gösta Berlings väg 51 koordinater saknas                                          | Fler bilder          |
| Boda Borg                   | Göran Persson                      |       |                                                 | Skulptur - Plåt                                   |              | Gösta Berlings väg 51 koordinater saknas                                          |                      |
| Boda Borg                   | Göran Persson                      |       |                                                 | Väggutsmyckning                                   |              | Gösta Berlings väg 51 koordinater saknas                                          | Fler bilder          |
| Lekande björnar             | Anders Jönsson                     |       |                                                 | Skulptur - Betong                                 |              | Frödingsplan koordinater saknas                                                   |                      |
| Snigel                      | Lorraine Rantala                   |       |                                                 | Skulptur - Gjutjärn                               |              | Frödingsvägen 14, östra sidan koordinater saknas                                  |                      |
| Näckros                     | Jan Ostwald                        | 2005  |                                                 | Fontän - Brons                                    |              | Lötängens vårdboende, Spelgatan 8 koordinater saknas                              |                      |
| Pantrarna                   | Ditte Reijers                      | 2005  |                                                 | Skulptur - Brons                                  |              | Lötängens vårdboende, Spelgatan 8 koordinater saknas                              |                      |
| Blandskog                   | Göran Persson                      | 1991  |                                                 | Bildcollage - Stålplåt                            |              | vid entréerna, Ekehjelmsvägen 3-9 koordinater saknas                              |                      |
| Alfred Nobel                | Okänd                              | 1990  |                                                 |                                                   |              | Nobelmuseet i Karlskoga koordinater saknas                                        |                      |
| Familjen                    | Conrad Hicks Roger Lund            | 2010  |                                                 |                                                   |              | Granbergsdals Hytta koordinater saknas                                            |                      |
| Att giva och taga           | Willy Gordon                       | 1982  |                                                 | Fontänskulptur - Brons och granit                 |              | Östra Kyrkogården koordinater saknas                                              |                      |
| Samarbete                   | Akke H. Malmström                  |       |                                                 | Mosaik                                            |              | på husvägg vid E 18, Örebrovägen 25 A koordinater saknas                          |                      |
| Tidens flykt                | Alfonso Giusti Metzner             | 1967  |                                                 | Solur - Järnsmide                                 |              | utanför entrén till Bergmästarens servicehus, Sandviksvägen 11 koordinater saknas |                      |
| Entrésmyckning              | Maj Morin                          | 1983  |                                                 | Stengods                                          |              | entréerna vid Solbringens servicehus, Loviselundsvägen 73 koordinater saknas      |                      |
| Postparken                  | Okänd                              |       |                                                 | Fontän - Kalksten                                 |              | Postparken, Viaduktgatan 1 koordinater saknas                                     |                      |
| Nya vingar                  | David Wretling                     | 1950  |                                                 | Skulptur - Brons                                  |              | Ekmansdalen koordinater saknas                                                    |                      |

## Tidigare utplacerade konstverk
Nedan följer en lista på konstverk som tidigare varit utplacerade men nu är i förvar, förstörda eller försvunna.
| Titel      | Konstnär(er)     | Årtal | Beskrivning | Typ - material                | Stadsdel/ort | Tidigare plats Koordinater     | Bild |
| ---------- | ---------------- | ----- | ----------- | ----------------------------- | ------------ | ------------------------------ | ---- |
| Tonåringar | Erik Höglund     | 1960  |             |                               |              | magasinerad koordinater saknas |      |
| Kv. Duvan  | Mats Wilhelmsson |       |             | Skulptur - Svetsat smidesjärn |              | magasinerad koordinater saknas |      |
| Treklang   | Erik Hesselberg  | 1974  |             | Skulptur - Betong             |              | magasinerad koordinater saknas |      |

## Fotnoter
1. ↑  Borggården 1940-1996
2. ↑  Torget 1978-1991
3. ↑  Loviselundskolan 1954-1989
4. ↑  Konstverket tillkom i samband med fasadrenovering efter en idé av Lars-Åke Källberg. Verket skapades av en lärling.
5. ↑  Invigdes 1989
6. ↑  Fanns tidigare i parken bakom Ekliden vid korsningen Kungsvägen/Värmlandsvägen
7. ↑  Flyttades till sin nuvarande plats i Ekmansdalen 1986, när parken renoverades
8. ↑  Folkets park 1960-2008
9. ↑  Tidigare Järnvägsgatan 4
10. ↑  Tidigare Baggängsvägen- Skrantahöjdsvägen